# Sinp’yŏng
Sinp’yŏng (kor. 신평군, Sinp’yŏng-gun) – powiat w Korei Północnej, w prowincji Hwanghae Północne. W 2008 roku liczył 63 727  mieszkańców. Graniczy z powiatami Koksan i Suan od południa, Yŏnsan oraz Hoech’ang w prowincji P’yŏngan Południowy od zachodu, Sin’yang i Yangdŏk (prowincja P’yŏngan Południowy) od północy, a także z należącymi do prowincji Kangwŏn powiatami Pŏptong i P’an’gyo. Przez powiat przebiega droga szybkiego ruchu, łącząca stolicę Korei Północnej Pjongjang z Wŏnsanem.

## Historia
Przed wyzwoleniem Korei spod okupacji japońskiej, tereny należące do powiatu wchodziły w skład powiatu Koksan. W grudniu 1952 roku powiat Sinp’yŏng utworzono z należących do powiatu Koksan miejscowości (kor. myŏn): Sangdo, Hado, Myongmi, I'ryŏng, Hwach'on, z należącej do miejscowości Pongmyŏng wsi Tongch'ŏn i z należącej do miejscowości Tongch'on wsi O'ryun. W początkowym okresie powiat składał się z jednego miasteczka (Sinp’yŏng-ŭp) i 18 wsi.

## Podział administracyjny powiatu
W skład powiatu wchodzą następujące jednostki administracyjne:
| Nazwa jednostki administracyjnej | Rodzaj jednostki administracyjnej | Chosŏn’gŭl   | Hancha       |
| -------------------------------- | --------------------------------- | ------------ | ------------ |
| Sinp’yŏng-ŭp                     | miasteczko                        | 신평읍       | 新坪邑       |
| Myŏngmi-rodongjagu               | dzielnica robotnicza              | 멱미로동자구 | 覓美勞動者區 |
| Mannyŏn-rodongjagu               | dzielnica robotnicza              | 만년로동자구 | 萬年勞動者區 |
| P’yŏnghwa-ri                     | wieś                              | 평화리       | 平和里       |
| Koŭp-ri                          | wieś                              | 고읍리       | 古邑里       |
| Daeji-ri                         | wieś                              | 대지리       | 大地里       |
| Sŏkam-ri                         | wieś                              | 석암리       | 石岩里       |
| Sŏn'am-ri                        | wieś                              | 선암리       | 仙岩里       |
| Misong-ri                        | wieś                              | 미송리       | 眉松里       |
| Namch'ŏn-ri                      | wieś                              | 남천리       | 南川里       |
| Ch'uranjŏn-ri                    | wieś                              | 추란전리     | 秋蘭田里     |
| Doŭm-ri                          | wieś                              | 도음리       | 陶陰里       |
| Kŏriso-ri                        | wieś                              | 거리소리     | 巨利所里     |
| Saengyang-ri                     | wieś                              | 생양리       | 生陽里       |